# Oudnormandisch
Het Oudnormandisch was een van de vele dialecten van de Langues d'Oïl. Het werd in de hele regio Normandië gesproken en vervolgens verspreid in Engeland, Zuid-Italië, Sicilië en de Levant. Het is de voorouder van het hedendaagse Normandisch, van de insulaire dialecten zoals het Jèrriais en van het Anglo-Normandisch.
Het Oudnormandisch was een belangrijke taal van het vorstendom Antiochië tijdens de heerschappij van de kruisvaarders in de Levant. Het Normandisch heeft ook grote invloed gehad op de ontwikkeling van het Engels.
Het Oudnormandisch bevatte veel Oudnoordse leenwoorden die onbekend waren in het Oudfrans in die tijd.
Geschriften van de in Jersey geboren dichter Wace behoren tot de weinige verslagen van het Oudnormandisch die overblijven.